# Lawrence Picachy
Lawrence Trevor Picachy, né le  7 août 1916 à Lebong (District de Darjeeling) en Inde et décédé le 30 novembre 1992 à Calcutta, est un prêtre jésuite indien, évêque de Jamshedpur puis archevêque de Calcutta de 1969 à 1986. Président de la conférence des évêques de l'Inde de 1976 à 1982 il est créé cardinal en 1976.

## Famille et formation
Issu d’une ancienne famille chrétienne de Calcutta, Lawrence naît à Lebong, près de Darjeeling, car son père, médecin, s’y trouvait en poste, au service de l’armée anglaise. Après des études secondaires (1926-1933) au collège Saint Joseph de North-Point, Darjeeling, il entre dans la Compagnie de Jésus en 1934. Il suit le cours ordinaire de la formation jésuite avec des études de philosophie (1937-1941) à Shembaganur (Tamil Nadu) et de théologie (1945-1948) à Kurseong (Darjeeling au Bengale occidental) à la fin desquelles il est ordonné prêtre (21 novembre 1947).

## Éducateur, recteur et pasteur
Picachy semble fait pour l’enseignement. Il avait déjà passé plusieurs années comme éducateur au collège Saint-Xavier de Calcutta avant d’être prêtre (1941-1944). Il y retourne comme préfet après son ordination sacerdotale et en est nommé le recteur en 1954: un poste prestigieux et de grande responsabilité pour un prêtre de 38 ans.  
À la fin de son mandat, en 1960, il est envoyé, à sa demande, comme curé à Basanti, une paroisse rurale isolée - importante mais difficile - à 80 km au sud de Calcutta, dans le delta du Gange. Il s’y révèle un pasteur proche des simples et des pauvres, attentionné pour tous et grand ami des malades. 

## Évêque et archevêque

### Évêque de Jamshedpur
En 1962, il est appelé à être le premier évêque du diocèse nouvellement créé de Jamshedpur, une ville moderne nouvellement créée par Jamshedji Tata, alors en plein développement industriel, dans le sud de l’État du Jharkhand. Il est ordonné évêque le 9 septembre 1962. Tout en donnant grande attention aux œuvres d’enseignement pour une population qui, en quête de travail, afflue à Jamshedpur, il y établit les premières structures d’organisation ecclésiale. Il participe au Concile Vatican II dont il est un des plus jeunes évêques.

### Archevêque de Calcutta
Lorsque Albert Vincent D'Souza (de), pour des raisons de santé, est contraint à la démission, Picachy revient à Calcutta pour prendre sa succession comme archevêque de Calcutta (1969).  De retour dans la métropole de Calcutta qu’il connaît bien il y donne toute la mesure de son sens pastoral et de ses dons de rassembleur et d’organisateur. Quelque lourd que soit son emploi du temps et ses charges multiples, il reste cependant fidèle à sa visite hebdomadaire aux malades et hôpitaux (il le sera jusqu’à la fin de sa vie).  
Il jouit d’un prestige de plus en plus grand parmi les évêques de l’Inde. Son sens de l’écoute, son tact et un don pour la communication font qu’il est élu vice-président (1972) et quatre ans plus tard (1976), président de la Conférence des évêques catholiques d'Inde (CBCI). Il y introduit des rencontres avec la presse à la fin des sessions annuelles de la Conférence, ce qui lui donne également une grande visibilité dans les médias du pays. Sa présence à la tête de la conférence des évêques durant les difficiles années de l’état d’urgence en Inde (1975-1977) est providentielle. Le même tact et sens diplomatique lui permet de s’opposer discrètement mais efficacement à certaines décisions du gouvernement d’Indira Gandhi contraires à la liberté religieuse et au bien de l’Église catholique en Inde.

## Cardinal
Personne n’est surpris lorsqu'en 1976 Picachy est créé cardinal par le pape Paul VI (24 mai 1976): le troisième cardinal indien. Il participe aux deux conclaves qui élisent, le premier Jean-Paul Ier en août et le second Jean-Paul II en octobre 1978. En 1979 il est nommé président du Synode sur la famille par Jean-Paul II, le premier cardinal d’origine asiatique à qui une si haute responsabilité est donnée. À Calcutta, il préside à la bifurcation de son diocèse (1977) avec la création du diocèse de Baruipur, comprenant la partie sud du delta du Gange. 
Picachy, ayant des problèmes de santé, donne sa démission en 1986. Toujours le même tact lui fait décider de quitter Calcutta pour résider quelques années à Bangalore en vue de laisser le champ entièrement libre à son successeur, Henry D'Souza. Il revient à Calcutta en 1988 pour se joindre à la communauté jésuite du collège Saint-Xavier comme simple religieux. Tant que ses forces le lui permettent, il continue à visiter malades et souffrants. Le cardinal Lawrence Trevor Picachy meurt à Calcutta le 30 novembre 1992.

## Succession apostolique
Lawrence Picachy a ordonné les évêques suivants :
- Évêque Denzil Reginald D'Souza (en) (1969)
- Évêque James Anthony Toppo (de) (1971)
- Évêque Matthew Baroi (de), S.D.B. (1973)
- Évêque Linus Nirmal Gomes, S.I. (1977)
- Évêque Philip Ekka (de), S.I. (1978)
- Archevêque Benedict J. Osta, S.I. (1980)
- Évêque John Baptist Thakur (de), S.I. (1980)